# دانشگاه تگزاس در سن آنتونیو
دانشگاه تگزاس در سن آنتونیو یک دانشگاه تحقیقاتی دولتی در سن‌آنتونیو واقع در ایالت تگزاس آمریکا است که در سال ۱۹۶۹ میلادی تأسیس شده‌است. این دانشگاه در سال تحصیلی ۲۰۲۲ بودجه‌ای معادل ۱۴۱٫۷ میلیون دلار آمریکا را در زمینه پژوهش صرف نمود.

## رشته‌ها
این دانشگاه در ۲۱ رشته و گرایش در مقطع دکترا و در ۴۷ رشته و گرایش در مقطع کارشناسی ارشد فعال می‌باشد و اکثر دپارتمان‌های آن درحال کسب اعتبار بالایی در بین دانشگاه‌های ایالت تگزاس، ایالات متحده آمریکا و جهان می‌باشند. به عنوان بخشی از برنامه بلند مدت برای گسترش این دانشگاه تا سال ۲۰۱۶ قرار است تعداد بیشتری از مقاطع دکترا و کارشناسی ارشد به این دانشگاه اضافه شوند.
دپارتمان‌های علوم کامپیوتر، مهندسی مکانیک، مهندسی برق، مهندسی پزشکی، مدیریت، فیزیک و شیمی از دپارتمان‌های اصلی این دانشگاه هستند.
مرکز علوم درمانی دانشگاه تگزاس در سن آنتونیو نیز با این دانشگاه همکاری و فعالیت‌های مشترک بسیاری دارد.

## نگارخانه

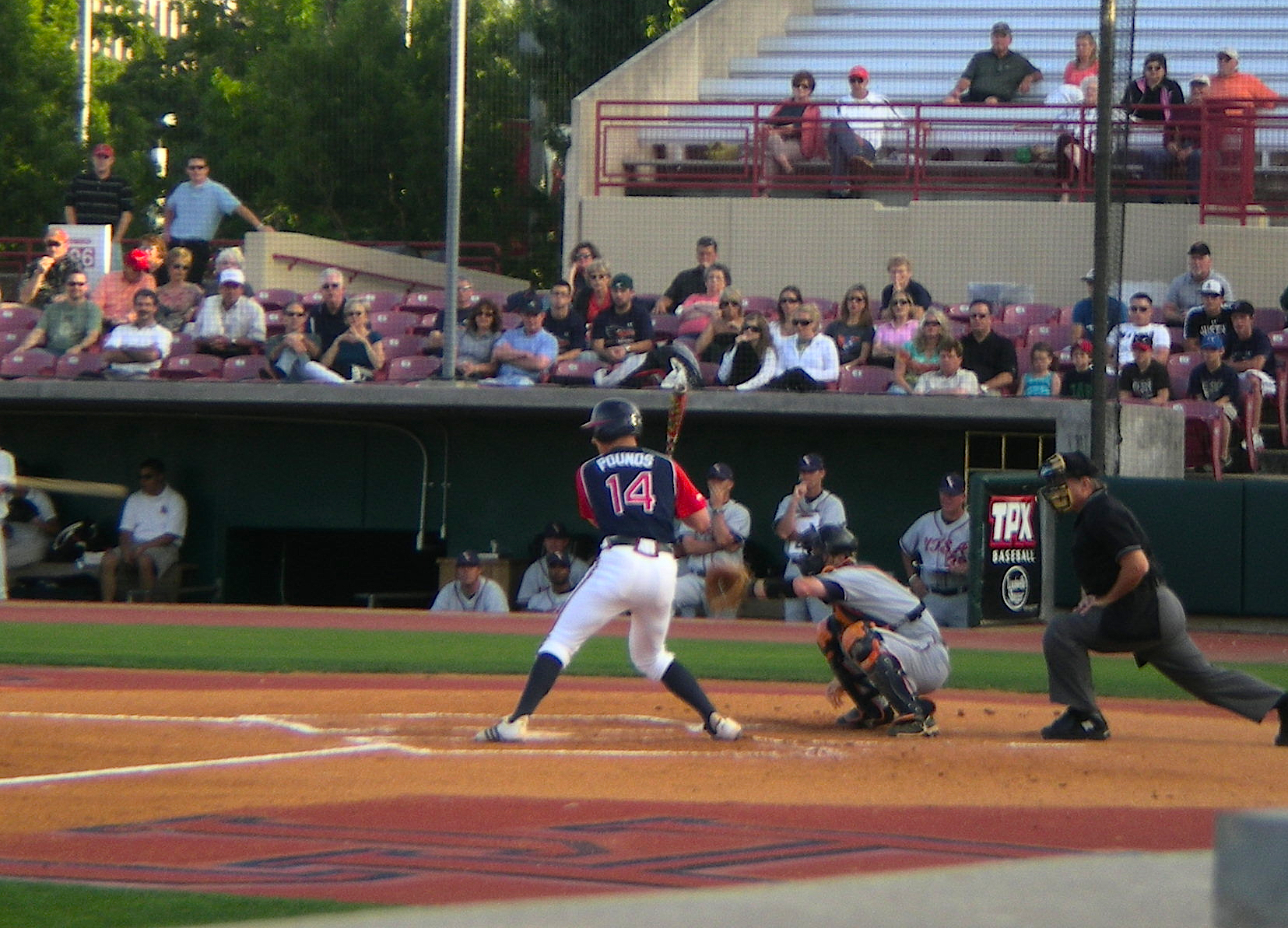
در مصاف با تیم بیسبال دانشگاه هیوستون
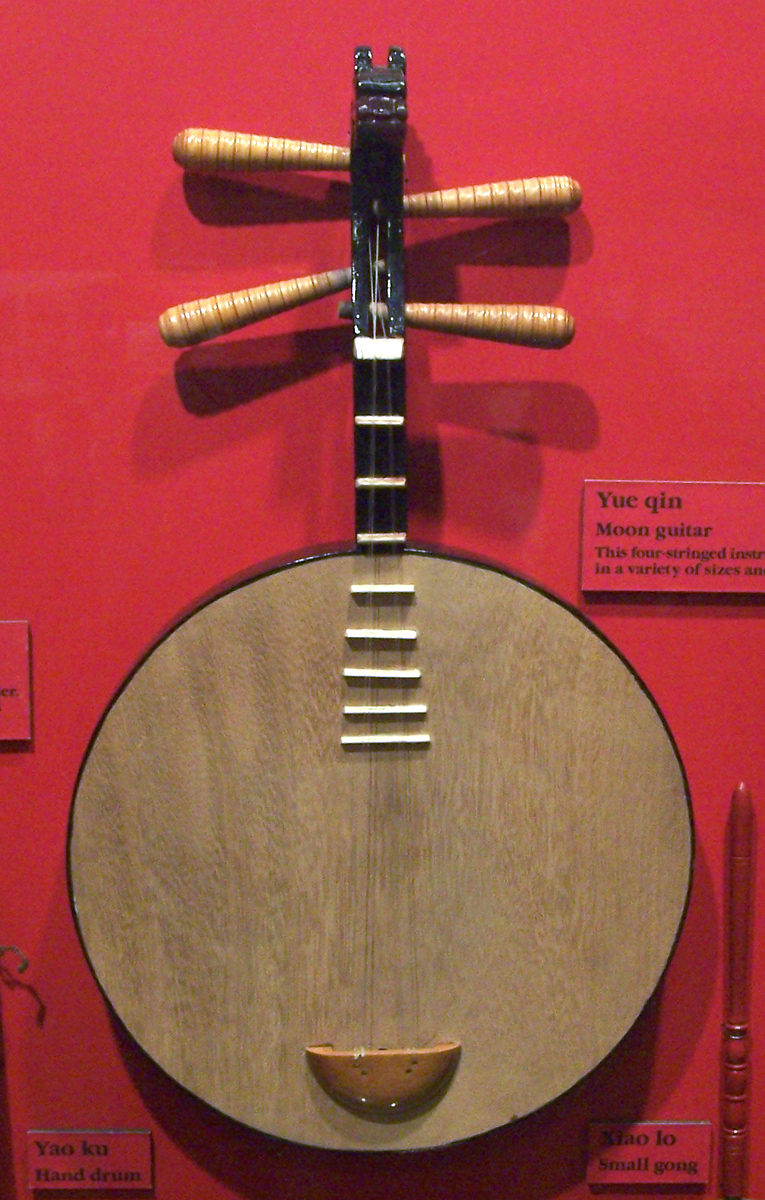
یک آلت موسیقی در مؤسسه فرهنگ‌های تگزاس
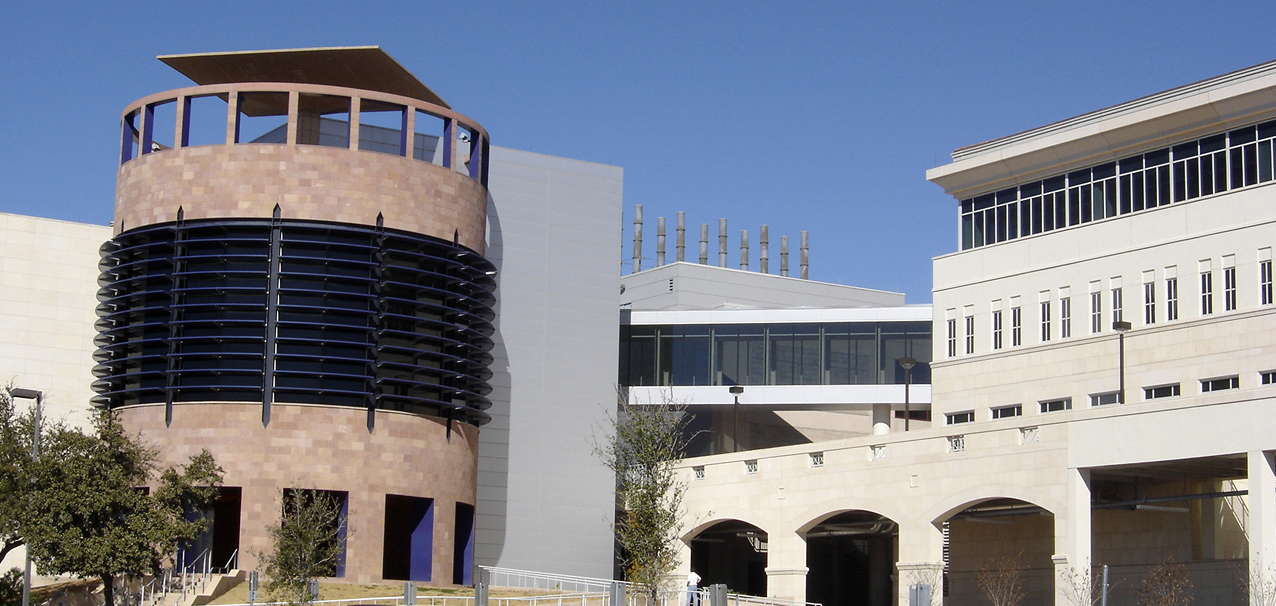
دانشکده علوم زیستی
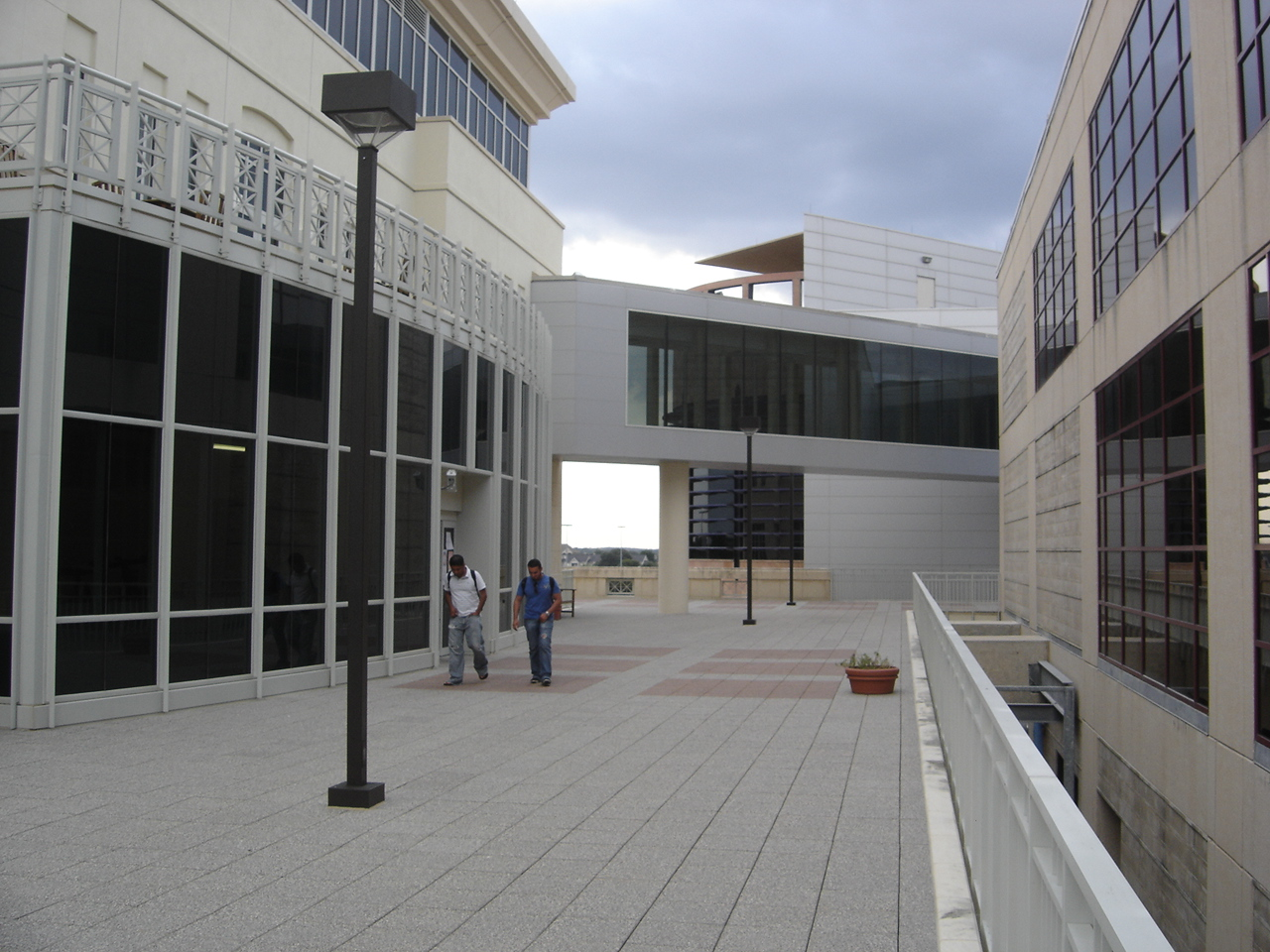
دانشکده مهندسی